# Grijskopfuut
De Grijskopfuut (Poliocephalus poliocephalus) is een watervogel uit de familie van de  Podicipedidae.

## Kenmerken
Deze fuut heeft overvloedige lange, achterwaarts gekamde, witte haarachtige veren op kop en bovenhals en aan de oranjegele nek. Dit is voor beide geslachten gelijk. De lichaamslengte bedraagt 29 tot 31 cm en het gewicht 225 tot 250 gram.

## Leefwijze
Deze zwerfvogel leeft in grote groepen. Het nest wordt gebouwd in heel ondiep water, maar ook in tijdelijke meren in het binnenland.

## Verspreiding
Deze soort komt voor in Tasmanië, zuidelijk Nieuw-Zeeland en nagenoeg geheel Australië in moerassen en stilstaande wateren, maar ook aan zeekusten.

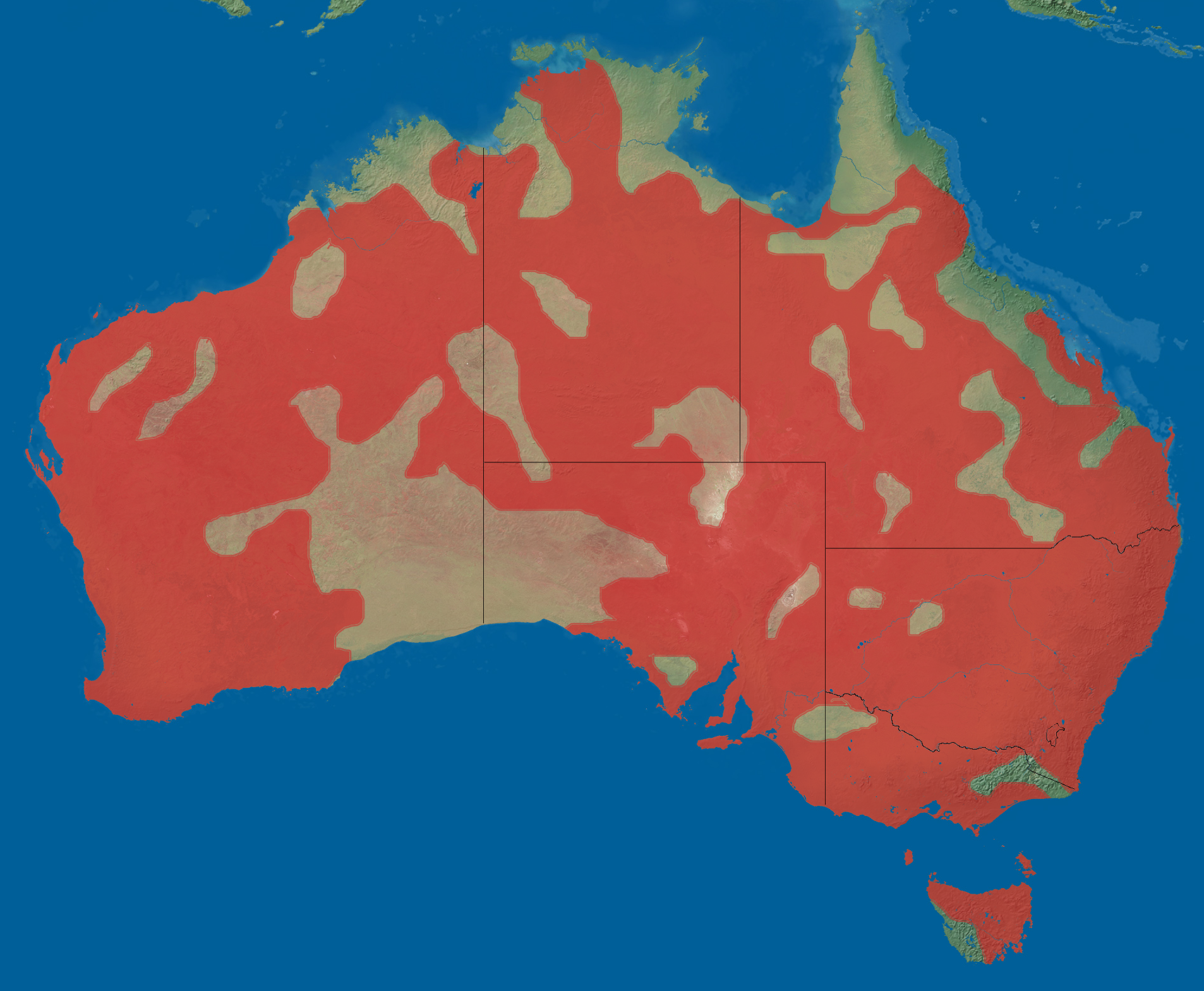
Verspreidingsgebied van de grijskopfuut